# Canton du François
Pour les articles homonymes, voir Canton du François (homonymie).
Le canton du François est une ancienne division administrative française située dans le département et la région de la Martinique.

## Historique
Le canton du François est un ancien canton de la Martinique qui, en 1985, est scindé en deux nouveaux cantons : François-1-Nord et François-2-Sud.

## Géographie
Ce canton était organisé autour du François dans l'arrondissement du Marin. 

## Administration
| Période                                                 | Période | Identité          | Étiquette     | Qualité |
| ------------------------------------------------------- | ------- | ----------------- | ------------- | --- |
| 1949                                                    | 1951    | François Duval    | SFIO          | Notaire Président du conseil général (1948-1953)                                                                                       |
| 1951                                                    | 1958    |                   |               | |
| 1958                                                    | 1976    | François Duval    | SFIO puis UDR | Notaire Président du conseil général (1964-1970) Sénateur (1968-1977) Parlementaire européen (1972-1976) Maire du François (1956-1971) |
| 1976                                                    | 1982    | Ernest Wan-Ajouhu | PS            | Médecin Maire du François (1971-1995)                                                                                                  |
| 1982                                                    | 1985    | Athanase Morency  | DVD           | Suppléant du député Victor Sablé Elu dans le canton du François-1                                                                      |
| Les données antérieures ne sont pas encore mentionnées. |         |                   |               | |